# MILF Island
"MILF Island" é o décimo primeiro episódio da segunda temporada da série de televisão de comédia de situação norte-americana 30 Rock, e o trigésimo segundo da série em geral. O seu argumento foi escrito pela criadora, produtora executiva e actriz principal Tina Fey e pelo produtor Matt Hubbard, sob realização de Kevin Rodney Sullivan. A sua transmissão nos Estados Unidos ocorreu na noite de 10 de Abril de 2008 através da rede de televisão National Broadcasting Company (NBC). Dentre os artistas convidados para estão inclusos Katrina Bowden, Keith Powell, Lonny Ross, Maulik Pancholy, John Lutz, Rob Huebel, Timothy Adams, Pierra Francesca, Deidre Goodwin e Christina Ianelli.
No episódio, um membro anónimo do programa de televisão de comédia fictício The Girlie Show with Tracy Jordan (TGS) diz à um jornalista do The New York Post que Jack Donaghy (interpretado por Alec Baldwin) é um "Idiota de Classe A" e, como consequência, Jack confina toda a equipa do TGS para forçar o culpado a se revelar. O produtor do programa, Pete Hornberger (Scott Adsit), prende a sua mão acidentalmente em uma máquina de vendas quando tentava roubar uma barra de chocolate.
Em geral, "MILF Island" foi recebido com opiniões favoráveis pelos críticos especialistas em televisão de horário nobre. De acordo com os dados publicados pelo serviço de mediação de audiências Nielsen Ratings, foi assistido por cinco milhões e oitocentos mil telespectadores durante a sua transmissão original e recebeu a classificação de 2,7 e 7 de share no perfil demográfico dos telespectadores entre os 18 aos 49 anos de idade.

## Produção e desenvolvimento
"MILF Island" é o décimo primeiro episódio da segunda temporada de 30 Rock. O seu enredo foi escrito por Tina Fey e Matt Hubbard e foi realizado por Kevin Rodney Sullivan. Este é o décimo primeiro crédito de escrita de argumento por Fey, sendo "Somebody to Love" o seu último trabalho, e o quarto de Hubbard, sendo "The Collection" o seu trabalho mais recente até então. Além disso, marcou a estreia de Sullivan na realização.
"MILF Island" foi filmado no início de Março de 2008. O episódio de 30 Rock transmitido na semana após essa, "Subway Hero", foi originalmente programado para ser exibido a 10 de Abril de 2008, no lugar de "MILF Island"; contudo, por razões desconhecidas, este último foi transmitido nessa data, substituindo "Subway Hero". Isto marcou a única vez nas primeiras quatro temporadas da série que episódios completos não foram transmitidos na mesma ordem em que foram produzidos.

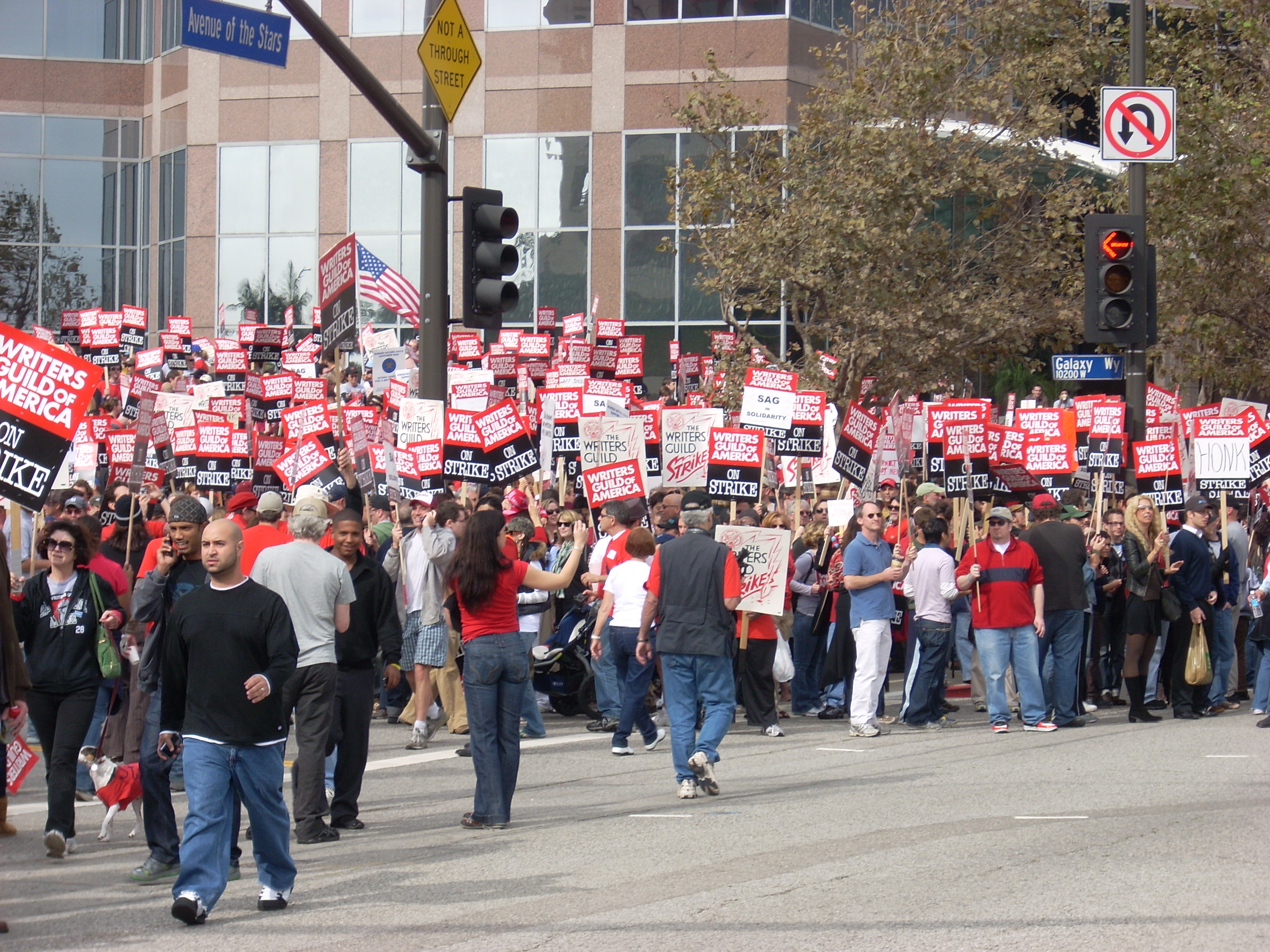
O Writers Guild of America esteve em greve por cem dias, provocando assim um hiato de quatro meses na produção de 30 Rock.

Um frenezim foi provocado antes da transmissão deste episódio, quando muitos críticos especularam a maneira pela qual "MILF Island" iria abordar o uso da expressão "MILF" sem realmente explicar que é um acrónimo para "Mother I'd Like To Fuck" (em português:  "Mãe que eu gostaria de foder"), como isso iria contra as regras estabelecidas pela Federal Communications Commission (FCC). A situação foi comparada a um episódio do seriado Seinfeld intitulado "The Contest", que apresenta o tema da masturbação, mas as personagens também não podiam usar o termo de forma directa, tendo recorrido então a metáforas.
"MILF Island" foi o primeiro episódio de 30 Rock a ser transmitido desde "Episódio 210" — cuja emissão foi a 10 de Janeiro de 2008 — devido à greve dos argumentistas do Writers Guild of America (2007-08). O Writers Guild of America (WGA) entrou em greve às cinco horas e um minuto da manhã (UTC) de 5 de Novembro de 2007. As filmagens do último episódio escrito de 30 Rock foram concluídas dois dias depois. Os membros de ambos WGA Este e Oeste votaram terminar a greve de cem dias a 12 de Fevereiro de 2008, com os guionistas membros recebendo autorização para voltar a trabalhar no mesmo dia. O WGA permitiu que os produtores de 30 Rock voltassem a trabalhar a 11 de Fevereiro, durante a preparação para a conclusão da greve, enquanto os argumentistas, por sua vez, ré-iniciaram o seu trabalho no dia após o fim da greve. Durante a greve, Fey — produtora executiva, guionista e estrela principal de 30 Rock — teve que equilibrar os seus deveres de modo a não violar as regras de greve estabelecidas pelo WGA. Ela juntou-se à greve acompanhada de Jack McBrayer, co-estrela de 30 Rock, enquanto Alec Baldwin também deu apoio aos argumentistas através de publicações no portal The Huffington Post.
Embora creditada, a actriz Jane Krakowski não interpretou a personagem Jenna Maroney em "MILF Island".

## Enredo
O elenco e a equipa do TGS with Tracy Jordan (TGS) reúne-se para assistir à final da primeira temporada de MILF Island, um reality show criado por Jack Donaghy (interpretado por Alec Baldwin) transmitido durante o verão. No intervalo comercial, a equipa descobre que um deles disse a um repórter do jornal The New York Post que achava que Jack era um "Idiota de Classe A" e que ele "pode comer o meu cocó." De seguida, um conflito se inicia enquanto tentam descobrir quem teria conversado com o repórter (Timothy Adams). Mais tarde, Kenneth Parcell (Jack McBrayer), estagiário da NBC, recorda-se ter ouvido Liz Lemon (Tina Fey), argumentista-chefe do TGS, fazer a declaração ao jornalista em um elevador do edifício. Então, esta faz uma falsa promessa ao estagiário, na qual afirma que irá revelar esse facto a Jack para que este não ouça a verdade através dele. Quando finalmente revela a verdade a Jack, Liz descobre que afinal de contas ele já sabia de tudo; no entanto, fica surpresa ao saber que não perderá o seu emprego. Ao invés disso, Jack força-a a escrever tramas para a nova temporada de MILF Island para a concorrente manipuladora Deborah (Deidre Goodwin).
"A disfemia piorou tanto que fui tirado da minha turma e colocado na turma especial, localizada na sala da caldeira. O meu único colega chamava-se Gilly. Ele caiu no gelo em criança e ficou tecnicamente morto por 57 minutos. Eles ensinaram-nos a limpar serradura para que arranjássemos emprego numa fábrica. Claramente eu ultrapassei a disfemia em três idiomas. [...] Eu achava que havia bloqueado isto, mas uma coisa como esta traz emoções de volta."
— O discurso de Jack para manipular Liz e forçá-la a confessar.
Entretanto, enquanto planea assistir ao episódio final da primeira temporada de MILF Island sozinho no seu gabinete, Pete Hornberger (Scott Adsit), produtor do TGS, prende a sua mão em uma máquina de vendas automática ao tentar roubar uma barra de chocolate. Após muitas tentativas mal-sucedidas de se libertar da máquina, esta acaba por cair em cima dele.

## Transmissão e repercussão

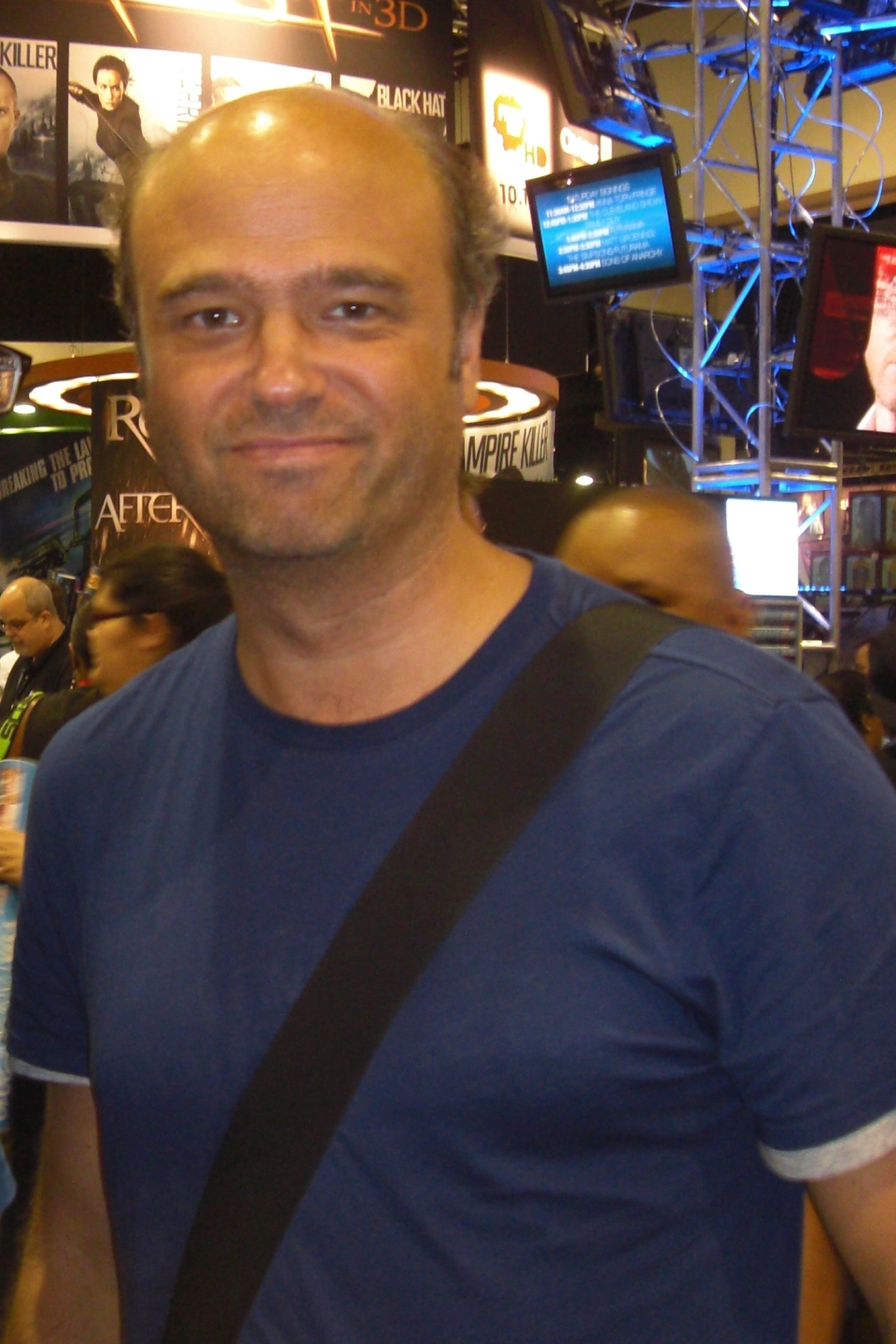
Em geral, o enredo envolvendo a personagem interpretada por Scott Adsit foi recebido com opiniões positivas pela crítica especialista.

"MILF Island" foi emitido pela NBC na noite de 10 de Abril de 2008 nos Estados Unidos como o trigésimo segundo episódio de 30 Rock. Segundo os dados publicados pelo sistema de registo de audiências Nielsen Ratings, reuniu uma média de cinco milhões e oitocentos mil telespectadores norte-americanos, um desempenho semelhante ao dos episódios anteriores da temporada, e recebeu a classificação de 2,7 e 7 de share no perfil demográfico dos telespectadores entre os 18 aos 49 anos de idade. O 2,7 refere-se a 2,7 por cento de todos os cidadãos de 18 a 49 anos de idade nos Estados Unidos, e o 7 refere-se a 7 por cento de todos os telespectadores de 18 a 49 anos de idade assistindo televisão nos EUA no momento da transmissão. Esta foi uma diminuição em relação ao episódio anterior, "Episódio 210", visto em uma média de seis milhões de domicílios e recebeu a classificação de 2,8 e 7 de share no mesmo perfil demográfico.
| Críticas profissionais  | Críticas profissionais |
| Avaliações da crítica   | Avaliações da crítica  |
| Fonte                   | Avaliação              |
| ----------------------- | ---------------------- |
| AOL                     | (positiva)             |
| The A.V. Club           | B-                     |
| Entertainment Weekly    | (positiva)             |
| IGN                     | (mista)                |
| Television Without Pity | B                      |
| TV Guide                | (positiva)             |

Jeff Labrecque, para a revista electrónica Entertainment Weekly, elogiou a inclusão da personagem Pete Hornberger no enredo, escrevendo que "após três meses de um exílio reforçado por uma greve, [este episódio de] 30 Rock gerou as expectativas e emoções normalmente reservadas para uma estreia de temporada," e declarou ter ficado agradado por ver o enredo "adicionar uma nova camada a Liz Lemon, e será divertido ver se ela aprenderá ou não a sua lição sobre se existe um potencial maior no seu interesse breve em Darwinismo corporativo." Matt Webb Mitovich, para a revista de entretenimento TV Guide, disse: "Estaria a mentir se dissesse que este foi um episódio super-excelente. [... Eu] até gostei, apesar — e achei que deveriam ter feito muito mais com - dos 'paralelos' entre os eventos do MILF e a equipa que fazia estratagemas." Bob Sassone, para a coluna televisiva TV Squad do portal AOL, achou que "é quase como se isto fosse a abertura da temporada" e que o episódio foi "ambicioso".
Michael N., para o blogue Television Without Pity, avaliou "MILF Island" com a classificação B, enquanto Robert Canning, para o portal britânico IGN, disse que "o arco de história geral foi algo menor do que havíamos antecipado deste favorito dos críticos [30 Rock] fazendo o seu retorno pós-greve de argumentistas; o episódio [entretanto] conseguiu ainda ser muito engraçado." Canning achou também que este foi "um episódio dividido entre uma história menos-que-medíocre e muitos momentos hilariantes," contudo, criticou o facto de "30 Rock nunca realmente ter dado [a Pete Hornberger e Scott Adsit] (o personagem ou o actor), a vitrina que ele merece." Nathan Rabin, para o jornal de entretenimento The A.V. Club, opinou que embora "esperava mais" de "MILF Island", o episódio "beneficiou-se de um aumento gradual em momentum". O analista achou que o enredo envolvendo Pete fosse "gastador de tempo de ecrã" e concluiu a sua resenha dando a avaliação de B-.